# Вилоу (Аљаска)
Вилоу (енгл. Willow) насељено је место без административног статуса у америчкој савезној држави Аљаска.

## Демографија
По попису из 2010. године број становника је 2.102, што је 444 (26,8%) становника више него 2000. године.
| Група             | 2000.         | 2010.         |
| Белци             | 1.522 (91,8%) | 1.898 (90,3%) |
| Афроамериканци    | 0 (0,0%)      | 0 (0,0%)      |
| Азијати           | 4 (0,2%)      | 17 (0,8%)     |
| Хиспаноамериканци | 21 (1,3%)     | 27 (1,3%)     |
| Укупно            | 1.658         | 2.102         |